# Vulsor bidens
Vulsor bidens är en spindelart som beskrevs av Simon 1889. Vulsor bidens ingår i släktet Vulsor och familjen Ctenidae. Inga underarter finns listade i Catalogue of Life.